# ヒューリックリート投資法人
ヒューリックリート投資法人（ヒューリックリートとうしほうじん）は、東京都千代田区に本部を置く投資法人。東証上場（J-REIT）。

## 概要
ヒューリックがスポンサーのJ-REITであり、資産運用会社は、ヒューリック100%出資の「ヒューリックリートマネジメント株式会社」である。
投資対象は、東京のオフィスと商業施設80%で、「東京コマーシャル・プロパティ」への重点投資としており、残り20%は「次世代アセット・プラス」として有料老人ホーム、ネットワークセンター、ホテルである。

## 沿革
- 2013年11月7日 - 本投資法人の設立
- 2013年11月25日 - 投信法第189条に基づく登録（登録番号 関東財務局長 第88号）
- 2014年2月7日 - 東証に上場

## ポートフォリオ
2020年10月16日時点で、保有物件数58物件、取得価格合計350,398百万円である。
主な所有物件は以下の通り。
- ヒューリック神谷町ビル
- 御茶ノ水ソラシティ